# MEG V 22.01
Die MEG V 22.01 ist eine zweiachsige Diesellokomotive, die 1957 von der Lokomotivfabrik Gmeinder für die Mittelbadischen Eisenbahnen (MEG) gebaut wurde.

## Geschichte
Zur Ablösung des Dampflokbetriebes im Nordteil ihres Netzes beschaffte die MEG mit finanzieller Unterstützung des Landes Baden-Württemberg die Diesellokomotive V 22.01.
Sie versah den Dienst auf dem kleiner werdenden Reststück der MEG zur Zufriedenheit. 1979 erlitt die Lokomotive einen Motorschaden, auf eine Reparatur wurde verzichtet. 
1981 wurde die Lokomotive an die SBB für die Brünigbahn verkauft. In der SBB-Werkstatt Olten erhielt die Lok einen 6-Zylinder-Dieselmotor D2K von Saurer. Die Balancierhebelkupplung wurde durch eine +GF+-Kupplung ersetzt. Sie erhielt die Bezeichnung Tm III 599. Wegen des tiefliegenden Achsgetriebes durfte die Lokomotive den Zahnradabschnitt nicht befahren. Später wurde sie in Tm 172 599-3 umgenummert. 2005 fusionierte die Brünigbahn zur Zentralbahn.
Nach Fristablauf 2021 wurde die Lokomotive zum Verkauf ausgeschrieben und von der Interessengemeinschaft Historischer Schienenverkehr (IHS) für die Selfkantbahn übernommen.

## Konstruktive Merkmale
Die Lokomotive war eine Neukonstruktion der Lokomotivfabrik Gmeinder. Sie hat einen Mittelführerstand. Die Aufbauten werden durch einen geschweißten Außenrahmen getragen. Die Lok war so konstruiert, dass eine Ausführung in anderen Spurweiten durch Anpassung des Rahmens möglich war. Dies geschah mit der Weiterentwicklung zum Typ 240 PS. Sie war die erste Lokomotive von Gmeinder mit Gelenkwellenantrieb. Der im größeren Vorbau angeordnete Motor stammte von MAN, an den ein Flüssigkeitsgetriebe L33yU von Voith angeschlossen war. Daran war ein Nachschaltgetriebe angebracht, mit dem zwischen Streckengang und Rangiergang gewechselt werden konnte, und mit dem auch der Fahrtrichtungswechsel durchgeführt wurde, dies konnte nur im Stillstand geschehen. Im kleineren Vorbau befand sich ein Motorkühlung mit hydrostatischer Drehzahlregelung. Eine Heizeinrichtung besaß die Lokomotive nicht, die Personenwagen der MEG hatten Ofenheizungen.